# Xfriend
Bei der Software xfriend handelt es sich um eine der ersten (August 2004), browserbasierten Desktop-Suchmaschinen, die die Suche nach lokalen Dateien, E-Mails etc. und auch im Internet stark vereinfacht. Seit Version 2.8 enthält xfriend eine automatische Texterkennung (OCR), die das Indexieren von eingescannten Dokumenten in den Formaten TIFF und PDF ermöglicht.
Für eine Suche gibt der Benutzer die gewünschten Begriffe in einem normalen Browserfenster ein. Unterschiedliche Suchverfahren und -operatoren stehen für eine verfeinerte Recherche zur Verfügung. Die „Meinten-Sie“-Funktion schlägt zudem automatisch Alternativsuchbegriffe vor – ähnlich wie bei Google. Anschließend wird dem Anwender eine Trefferliste angezeigt. Diese enthält verschiedene Zusatzfunktionen wie z. B. eine Vorschau, eine Export-Funktion oder die Möglichkeit, die Datei direkt zu öffnen. Ebenso ist es möglich, sogenannte hitmarkx anzulegen, mit denen einzelne Suchergebnisse wie in einen Warenkorb ablegt werden, welcher später komplett als Zip-Datei gespeichert oder als E-Mail verschickt werden kann. Trefferlisten, Suchfavoriten und Alerts können auch als RSS-Web-Feed abonniert werden. Der Nutzer wird dann sofort benachrichtigt, wenn neue Informationen zu einem Schlagwort gefunden wurden.
xfriend ist eine kostenpflichtige Software. Für Privatanwender kostet die personal edition 19,95 Euro. Die Software kann für 30 Tage getestet werden.
Der Hersteller konzentriert sich mittlerweile zunehmend auf Enterprise-Search-Suchmaschine für Unternehmenskunden mit den Produktvarianten:
- xdot search (ehem. xfriend enterpriseServer)
- xdot search Server (ehem. xfriend businessServer)
- xdot search Client (ehem. xfriend businessClient)

Dazu kommen spezifisch entwickelte OEM-Lösungen auf Basis xdot search für mobilen Zugriff sowie Wissensportale.

## Datenschutz und Sicherheit
Der Hersteller gibt an, dass auf das Thema Datenschutz besonderes Augenmerk gerichtet würde. Insbesondere werde von der Software keinerlei Daten an das Internet und somit an Dritte weitergegeben.
Beim Einsatz als Unternehmenslösung in der Server-Variante besteht entweder die Möglichkeit, Benutzerrechte im xfriend-Server selbst anzulegen, oder bereits vorhandene ADS/NTFS-Richtlinien mitzunutzen.
Zudem ist eine SSL-Verschlüsselung bereits integriert, um ein Auslesen der Daten beim Dateitausch mit anderen xfriend-Usern, sog. „externen Friends“, zu verhindern. Damit wäre es theoretisch möglich, sich ein eigenes, abgesperrtes P2P-Netzwerk mit seinen Freunden aufzubauen.

## Unterstützte Datenquellen
- Microsoft-Office-Dokumente
- OpenOffice.org-Dokumente
- Rich-Text-Format-Dokumente
- Textdateien
- PDF-Dokumente
- Musikdateien
- Bilddateien
- Videodateien
- E-Mails
- Microsoft-Exchange-Konten via Microsoft Outlook
- RSS-Web-Feeds
- Verlaufsinformationen
- HTML-Dokumente bzw. beliebige Webseiten
- Inhalte von ZIP-Dateien

Seit Version 2.8 unterstützt xfriend insgesamt über 300 Dateiformate und Archive.

## Alternativen
Siehe Liste von Desktop-Suchprogrammen